# 官亭盆地
官亭盆地位于中国青藏高原与黄土高原交界处，是一个位于山间的盆地，面积约为53平方公里。黄河穿流而过。
盆地南北两侧是风成黄土，覆盖红色黏土、粉砂、砂质和杂色砂砾岩层，形成了塬梁丘陵沟壑区。地形破碎，常见巨型滑坡和崩塌现象，山前堆积有大量红色疏松物质。
该地区气候温和，位于东亚夏季风边缘区，年平均气温在8-9°C，年平均降水量为250-300毫米，年平均蒸发量约为2000-2100毫米。土壤疏松肥沃，适宜农业种植。夏季常发生强对流天气。